# Rzut karny (rugby league)
Rzut karny (ang. penalty kick) – jeden ze stałych fragmentów gry w rugby league dyktowany przez sędziego w przypadku popełnienia przez zawodnika jednej z drużyn przewinienia opisanego w przepisach gry. Bezpośrednie uderzenie na bramkę – jeden ze sposobów wykonania rzutu karnego – stanowi także metodę zdobywania punktów w trakcie meczu.

## Okoliczności przyznania rzutu karnego

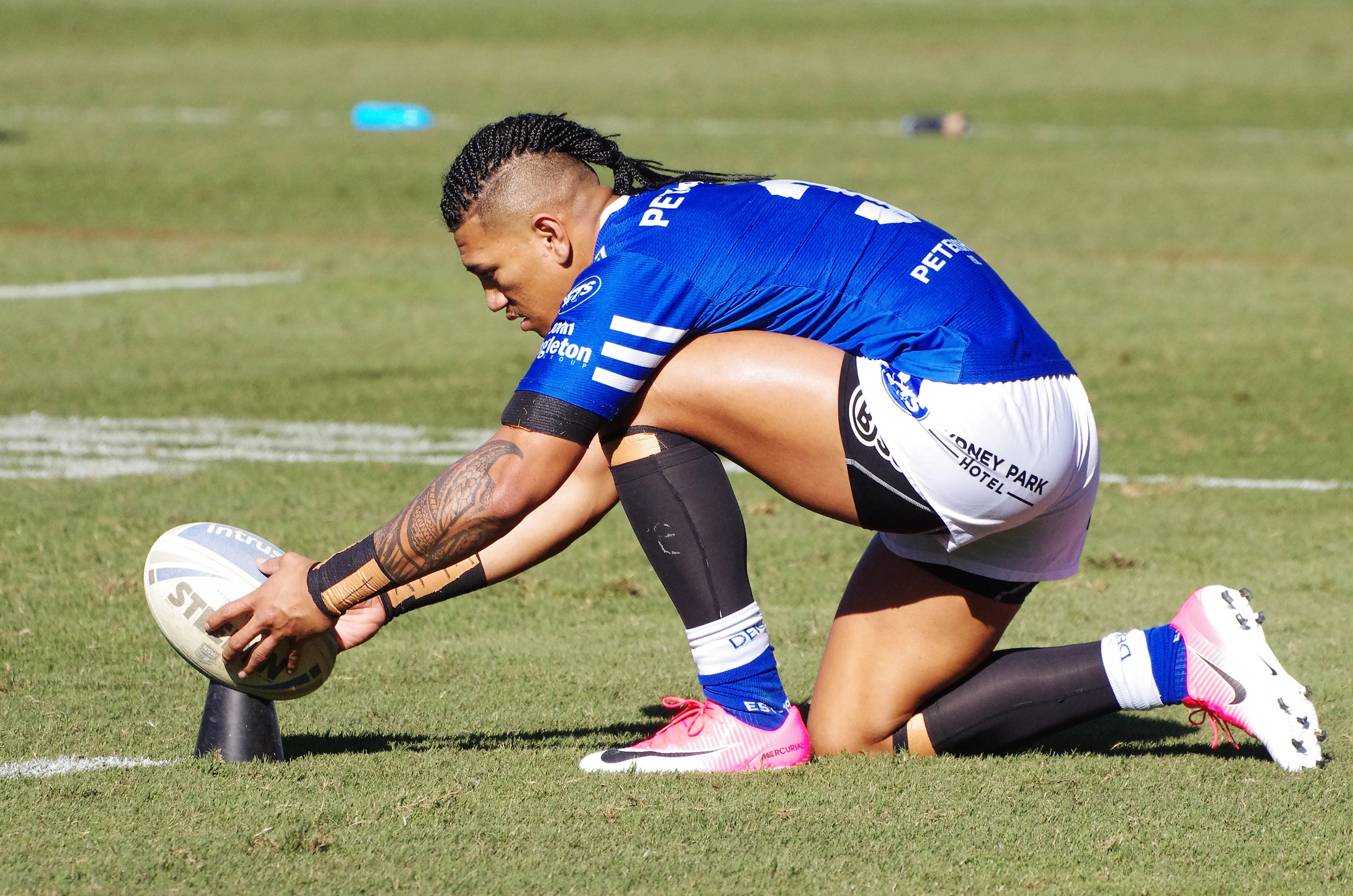
Zawodnik przygotowujący się do oddania kopu z ziemi (place kick)

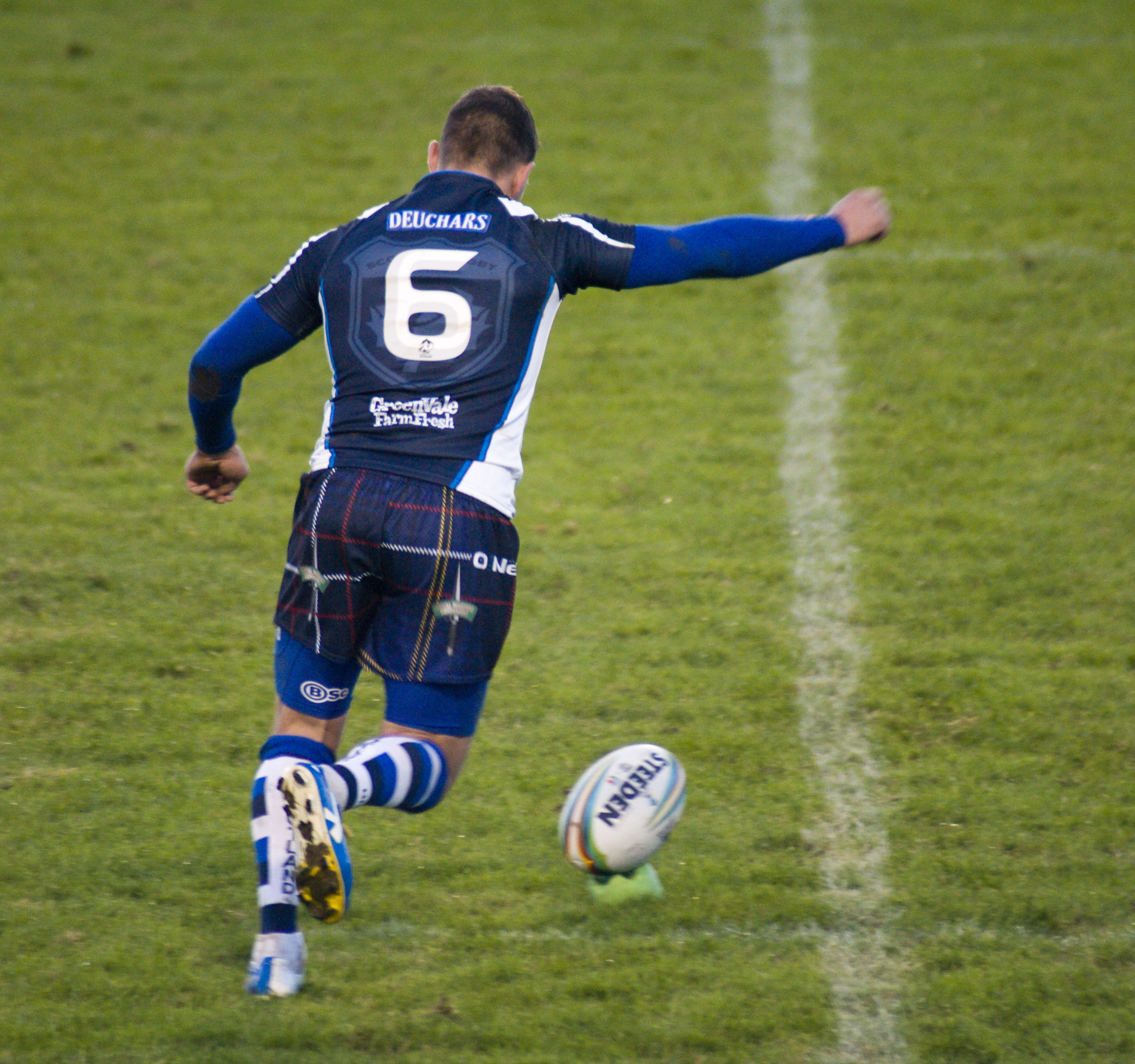
Kopnięcie piłki ustawionej na podstawce

Rzut karny przyznawany jest przez sędziego jednej z drużyn w przypadku popełnienia przez zawodników drużyny przeciwnej przewinienia, niezależnie miejsca zdarzenia na boisku. Przepisy gry wymieniają wprost katalog zachowań, które skutkują podyktowaniem rzutu karnego. Są to:
- podłożenie nogi celem spowodowania upadku rywala, kopanie go lub uderzanie ręką[3],
- celowe, nierozważne lub nieostrożne uderzenie rywala w głowę lub szyję w trakcie szarży lub jej próby[3],
- atak na znajdującego się na murawie rywala, gdy pierwszy kontakt z nim następuje za pośrednictwem kolan[3],
- zastosowanie niebezpiecznego rzutu w trakcie szarży (domniemywa się niebezpieczny charakter rzutu, gdy szarżowany gracz ląduje na głowie lub szyi),
- umyślne naruszanie zasad gry mające charakter powtarzający się,
- używanie wulgarnego lub nieprzyzwoitego słownictwa[3],
- podważanie decyzji sędziego lub sędziego bocznego,
- samowolny powrót na boisko bo jego tymczasowym opuszczeniu i pozostawaniu poza grą,
- zachowanie sprzeczne z duchem gry, np. celowe opóźnianie gry,
- umyślne przeszkadzanie w grze przeciwnikowi, który nie znajduje się w posiadaniu piłki (ang. obstruction)[4], w tym spóźniona szarża na zawodnika kopiącego piłkę,
- atak w trakcie szarży przy wykorzystaniu barku lub ramienia bez próby złapania rywala (ang. shoulder charge)[5][6].

W australijskich rozgrywkach National Rugby League (NRL) wprost zabronione jest także:
- stosowanie jakiegokolwiek zbędnego nacisku czy wykręcania stawów, w tym: uciskanie krtani (ang. grapple), dociskanie brody powalonego zawodnika do jego korpusu (ang. crusher tackle) czy stosowanie z dużą siłą dźwigni wobec stawu ramiennego (ang. chicken wing),
- atak na nogi poniżej ud w stosunku do rywala powstrzymywanego przez co najmniej dwóch innych obrońców[2].

Prócz tego rzut karny stanowi sankcję w stosunku do szeregu innych przewinień wymienionych w różnych rozdziałach przepisów gry. Wśród nich znalazły się m.in.: celowe podanie lub upuszczenie piłki do przodu, wyrwanie piłki podczas szarży w sytuacji, w której zawodnik znajdujący się w jej posiadaniu atakowany jest przez dwóch obrońców czy utrudnianie wznowienia gry poprzez play-the-ball.
W wyjątkowych okolicznościach, kiedy drużyna przeciw której popełniono przewinienie, uzyskała jednak na skutek akcji wyraźną korzyść faktyczną, sędzia powinien zezwolić na kontynuowanie gry poprzez zastosowanie przywileju korzyści.

## Sposoby wykonania rzutu karnego

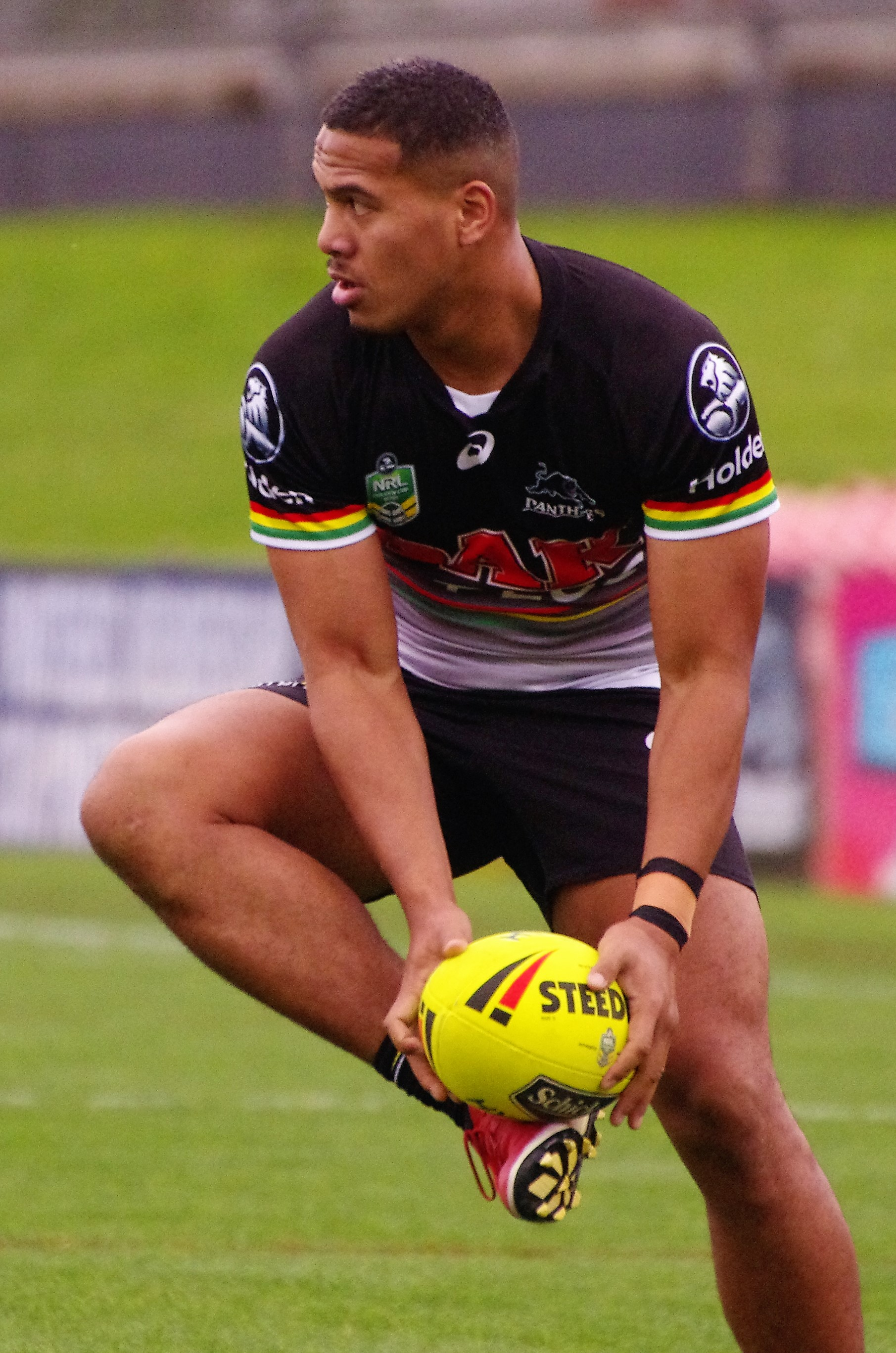
Szybkie wznowienie gry (tap kick)

Rzut karny wykonywany jest z miejsca wskazanego przez sędziego („znak”, ang. mark), które generalnie zbieżne jest z miejscem popełnionego przewinienia. Gdy następuje ono poza linią boczną, „znak” wyznacza się na polu gry na wysokości przewinienia a w odległości 10 metrów od linii bocznej. Podobnie w przypadku przewinienia popełnionego w polu punktowym „znak” wyznacza się na polu gry na szerokości przewinienia, w odległości 10 metrów od linii punktowej. Gdy przewinienie popełniane jest przeciwko zawodnikowi kopiącemu piłkę, „znak” wskazuje się w miejscu, gdzie kopnięta piłka spadła lub została złapana na polu gry, a jeżeli nastąpiło to za linią boczną lub linią punktową, odpowiednio po przeniesieniu piłki 10 metrów na pole gry, licząc od punktu przekroczenia danej linii.
Co do zasady rzut karny wykonywany jest poprzez dowolne kopnięcie piłki. Przepisy gry wskazują w tym miejscu następujące możliwości: kopnięcie piłki rzuconej – przed jej zetknięciem się z ziemią (ang. punting), rzuconej – bezpośrednio po zetknięciu z ziemią („kop po koźle”, ang. drop kicking) czy ustawionej na ziemi np. na specjalnej podstawce (ang. place kicking). Zawodnik wykonujący kop z rzutu karnego może do niego przystąpić w każdym punkcie znajdującym się na linii – równoległej do linii bocznej – ciągnącej się od „znaku” do pola punktowego własnej drużyny. W momencie wykonywania rzutu karnego wszyscy zawodnicy drużyny atakującej powinni znajdować się za piłką, podczas gdy wszyscy przeciwnicy muszą odsunąć się od piłki o 10 metrów w kierunku własnego pola punktowego. W razie popełniania przez drużynę bez piłki dalszych przewinień, sędzia może jednorazowo przesunąć „znak” o 10 metrów w kierunku pola punktowego drużyny broniącej.
Niezależnie od techniki samego kopu, rzuty karne w rugby league można podzielić na kilka dalszych kategorii z uwagi na sposób rozegrania piłki. Pierwszym z nich jest bezpośrednie uderzenie na bramkę. W razie powodzenia (po kopnięciu, piłka nie dotykając żadnego z zawodników, przejść musi ponad poprzeczką oraz pomiędzy słupami) drużyna wykonująca rzut karny otrzymuje dwa punkty. Dopuszczalne jest kopanie na bramkę poprzez kop z ziemi lub po koźle, choć w praktyce nie spotyka się rzutów karnych wykonywanych poprzez „drop kick” z uwagi na ich większą trudność. Kopanie na bramkę niedozwolone jest w jednym z wariantów rzutu karnego, „karnym odmiennym” (ang. differential penalty) przyznawanym za przewinienia techniczne popełnione podczas formacji młyna inne niż używanie wulgarnego lub nieprzyzwoitego słownictwa.
Popularnym sposobem wykonywania rzutów karnych jest kopanie piłki bezpośrednio w aut. Po takim zagraniu drużynie atakującej przyznawany jest rzut wolny w odległości 10 metrów od linii bocznej na wysokości miejsca, w którym piłka opuściła pole gry, choć nie bliżej niż 10 metrów od pola punktowego drużyny rywali. W przeciwieństwie do rugby union, gdzie w takim przypadku nie jest dozwolone kopanie piłki ustawionej na ziemi, zasady gry w rugby league nie przewidują ograniczeń w zakresie sposobu wykonywania kopnięcia w aut.
Jako że za kopnięcie poczytuje się każdy kontakt piłki z nogą zawodnika poniżej kolana (z wyjątkiem pięty), to choć możliwość taka nie została jednoznacznie uregulowana w przepisach gry, w praktyce dopuszcza się także szybkie jej rozpoczęcie. Polega ono na przyłożeniu piłki do uniesionej stopy (ang. tap, także tap kick czy quick tap; dosłownie „stuknięcie”), co zastępuje faktyczne kopnięcie piłki. Możliwość taka jest jednak obłożona dodatkowymi obwarowaniami. W australijskich rozgrywkach NRL zgodnie z ogólnymi zasadami wznowienie musi nastąpić we wskazanym przez sędziego miejscu „znaku”, a żaden z zawodników drużyny atakującej nie może znajdować się na pozycji spalonej (przed piłką). Ponadto szybki rzut karny nie może być wykonany gdy „znak” został przesunięty przez arbitra w kierunku pola punktowego drużyny broniącej bądź gdy przypada w odległości do 10 metrów od jej linii punktowej. Niedopuszczalne jest także szybkie rozpoczęcie gry, gdy sędzia upomina lub poucza jednego z zawodników oraz gdy przewinienie, za które rzut karny został podyktowany, wynikało z niecofnięcia się po szarży o wymagane 10 metrów. W przypadku szybkiego rozpoczęcia gry możliwa jest sytuacja, w której rywale nie zdążą cofnąć się o przepisowe 10 metrów. Jednak nie popełniają oni wówczas przewinienia, o ile umyślnie nie utrudniają drużynie przy piłce rozegrania akcji w sposób czy to czynny, czy też bierny.
Z uwagi na fakt, że zgodnie z przepisami rzut karny może być rozwiązany poprzez dowolne kopnięcie piłki, teoretycznie możliwe jest także uderzenie jej w taki sposób, że ta pozostanie w grze. Biorąc jednak pod uwagę, że reguły rugby league w takich okolicznościach nie przyznają drużynie atakującej żadnej dalszej korzyści, zagranie takie stanowiłoby w istocie (podobnie jak analogiczne kopnięcie w grze otwartej) oddanie piłki drużynie przeciwnej podczas pierwszej z sześciu dozwolonych faz gry. Dlatego też w praktyce kopy takie nie są stosowane, z wyjątkiem nieudanych, zbyt krótkich kopnięć w aut, które traktowane są jako błąd własny drużyny atakującej.

## Sygnalizacja sędziego

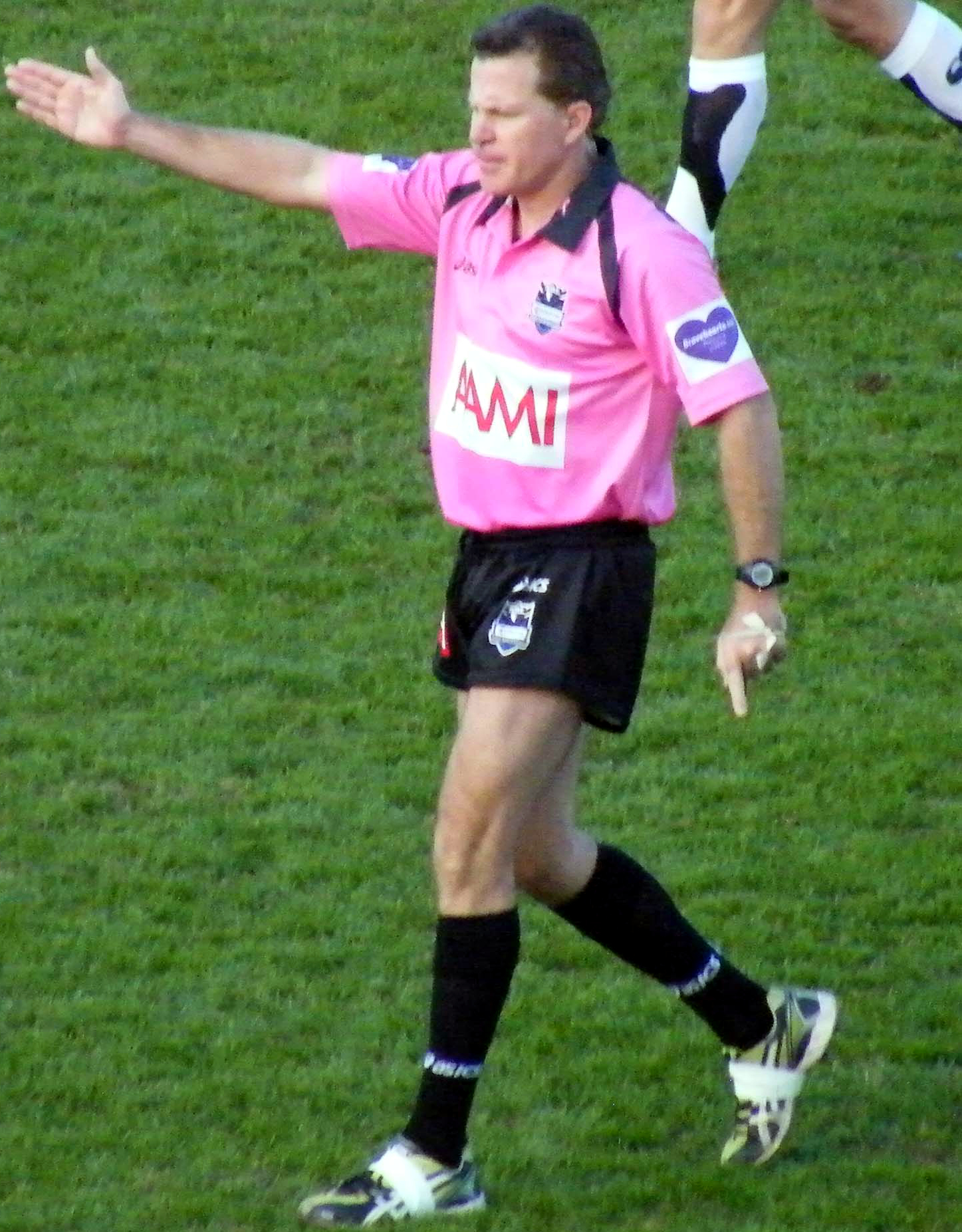
Arbiter sygnalizujący przyznanie rzutu karnego

Przyznając rzut karny, sędzia daje sygnał gwizdkiem, jednocześnie odpowiednim gestem objaśniając rodzaj popełnionego przewinienia, a następnie wskazuje przekraczającego przepisy zawodnika. Bezpośrednio później arbiter zwraca się w kierunku drużyny, przeciwko której popełniono przewinienie i podnosi ku niej wyciągniętą rękę z dłonią nieco powyżej linii ramion ułożoną pod kątem prostym w stosunku do ziemi. W przypadku „rzutu karnego odmiennego” (differential penalty) sędzia natychmiast po zakomunikowaniu rzutu karnego podnosi rękę pionowo do góry. Cała sygnalizacja powtarzana jest dwukrotnie, co powinno nastąpić w sposób płynny.
W przypadku gdy drużyna atakująca zdecyduje się kopać z rzutu karnego na bramkę, w razie powodzenia sędziowie liniowi ustawieni za słupami podnoszą swoje chorągiewki, a sędzia główny wznosi dłoń ponad głowę. Jeżeli natomiast uderzenie okaże się niecelne, arbiter główny może nakazać kontynuowanie gry poprzez okrężny ruch rękoma na wysokości klatki piersiowej z dłońmi skierowanymi od siebie. W tej samej sytuacji sędziowie liniowi machają chorągiewką przed sobą i poniżej pasa. Jeżeli dodatkowo po kopnięciu piłka przekroczyła linię końcową boiska, czubkiem chorągiewki powinni następnie dotknąć ziemi.
Jeżeli drużyna wykonująca kop zdecydowała się na przeniesienie piłki w aut, właściwy sędzia liniowy powinien wznieść chorągiewkę i stanąć w miejscu, w którym piłka opuściła pole gry.